# 高伯适
高伯（越南语：／；1809年—1853年），字周臣（越南语：／)，号敏轩（越南语：／)，又號菊堂（越南语：／)。越南阮朝時期詩人、民變首領。

## 生平
高伯适是北寧省順成府嘉林縣富市社（今河內市嘉林縣富市社）人，父親是高輝講，他和哥哥高伯達是雙胞胎。高伯适年幼時即具有天賦而且好學。明命十二年（1831年），考取鄉試亞元，但經禮部考閱後，名列榜末。此後他參加會試，卻連考不第。明命十五年（1834年），高伯适在河內西湖和竹帛湖一帶建立府邸，並與阮文超、阮文理等著名文人經常往來。高伯适文名日盛，後來的嗣德帝十分讚賞其文才，曾稱讚：「文如超、适無前漢，詩到從、綏失盛唐。」
紹治元年（1841年），高伯适因才名出眾，被任命為禮部行走，充鄉試承天場初考，與阮潘迓營私舞弊，遭監察場務胡仲濬彈劾，下獄論死罪，紹治帝寬免為絞監候。後蒙赦出獄，經出洋效力，復得起用。在京城任職期間，他廣交文士，與名聲遠播的從善王阮福綿審、阮文超等人相互唱和。紹治七年（1847年），高伯适在翰林院成立墨雲詩社，阮咸寧、丁日慎、從善王阮福綿審、綏理王阮福綿寊等著名文人加入了這個詩社。
嗣德三年（1850年），高伯适被任命為國威府（今河内市國威縣）教授。嗣德七年（1854年），高伯适自負有才，屈居下位，常受到上司的欺凌，憤而辭官歸鄉教書。恰逢山西省發生農民起義，黎維秬被推為盟主。高伯适聚集人手，準備在河內起事響應。事泄之後，前去投奔黎維秬，被黎維秬封為國師。同年臘月，山西省副領兵黎順奉命清剿這股被稱為「蝗賊」的起義軍，高伯适被俘，押回家鄉斬首示眾。其兄高伯達時任農貢知縣，亦受謀反罪牽連，在械送京城的路上自殺身亡。
现今越南政府及学术界对其评价较高，河内市嘉林县等地有以其名字命名的学校。

## 著作
高伯适起兵失敗後，其作品也受到牽連，頗遭冷落。一直未有整理。今有《高伯适詩集》、《高周臣詩集》、《菊堂詩集》、《敏軒詩文集》、《敏軒說類》印行於世。

## 腳註
1. ↑  「适」在此處不是「適」的簡化字，而是（即 （页面存档备份，存于））的現在字形。其音如次：

官話：汉语拼音／通用拼音－（大陸標準）／（臺灣標準）
直音：括